# グリーンの恒等式
数学においてグリーンの恒等式（グリーンのこうとうしき、英: Green's identities）とは、ベクトル解析に現れる三つの恒等式のことを言う。グリーンの定理を発見した数学者のジョージ・グリーンの名にちなむ。

## グリーンの第一恒等式
この恒等式は、ベクトル場 F = ψ∇φ に対して発散定理と恒等式:
{\displaystyle \nabla \cdot \psi \nabla \varphi =\psi \Delta \varphi +\nabla \psi \cdot \nabla \varphi }
を適用することで次のように得られる：φ と ψ をある領域 U ⊂ R3 上で定義されるスカラー函数とし、φ は二階連続的微分可能、ψ は一階連続的微分可能とする。このとき次が成り立つ。
{\displaystyle \int _{U}\left(\psi \Delta \varphi +\nabla \varphi \cdot \nabla \psi \right)\,dV=\oint _{\partial U}\psi \left(\nabla \varphi \cdot \mathbf {n} \right)\,dS=\oint _{\partial U}\psi \nabla \varphi \cdot d\mathbf {S} }
ここで {\displaystyle \Delta } はラプラス作用素、∂U は領域 U の境界、n は面素 dS に対する外向き法線ベクトル、dS は向き付けられた面素である。この定理は発散定理の特別な場合であり、ψ と φ の勾配をそれぞれ u と v で置き換えた部分積分の高次元版と本質的に同値である。
上述のグリーンの第一恒等式は、発散定理において F = ψΓ とすることで得られる次のより一般の恒等式の特別な場合である：
{\displaystyle \int _{U}\left(\psi \nabla \cdot \mathbf {\Gamma } +\mathbf {\Gamma } \cdot \nabla \psi \right)\,dV=\oint _{\partial U}\psi \left(\mathbf {\Gamma } \cdot \mathbf {n} \right)\,dS=\oint _{\partial U}\psi \mathbf {\Gamma } \cdot d\mathbf {S} .}

## グリーンの第二恒等式
φ と ψ のいずれもが U ⊂ R3 上で二階連続的微分可能であり、ε が一階連続的微分可能であるなら、F = ψ(ε∇φ)とF = ψ(ε∇φ) のそれぞれについて上の恒等式を立て, それらを辺々引くことで次が得られる：
{\displaystyle \int _{U}\left[\psi \nabla \cdot \left(\epsilon \nabla \varphi \right)-\varphi \nabla \cdot \left(\epsilon \nabla \psi \right)\right]\,dV=\oint _{\partial U}\epsilon \left(\psi {\partial \varphi  \over \partial \mathbf {n} }-\varphi {\partial \psi  \over \partial \mathbf {n} }\right)\,dS.}
U ⊂ R3 上すべてで ε = 1 であるような特別な場合は、次が得られる：
{\displaystyle \int _{U}\left(\psi \Delta \varphi -\varphi \Delta \psi \right)\,dV=\oint _{\partial U}\left(\psi {\partial \varphi  \over \partial \mathbf {n} }-\varphi {\partial \psi  \over \partial \mathbf {n} }\right)\,dS.}
上式において ∂φ/∂n は φ の、面素 dS に対する外向き法線ベクトル n の方向での方向微分である。すなわち
{\displaystyle {\partial \varphi  \over \partial \mathbf {n} }=\nabla \varphi \cdot \mathbf {n} =\nabla _{\mathbf {n} }\varphi }
である。このことは特に、境界上で消失する函数に対する L2 内積において、ラプラシアンは自己共役であることを意味する。

## グリーンの第三恒等式
グリーンの第三恒等式は、第二恒等式において φ = G とすることで得られる。ここで G はラプラス作用素の基本解として定められるグリーン函数である。すなわち、次が成り立つ：
{\displaystyle \Delta G(\mathbf {x} ,\mathbf {\eta } )=\delta (\mathbf {x} -\mathbf {\eta } ).}
例えば R3 において、ある解は次の形を取る：
{\displaystyle G(\mathbf {x} ,\mathbf {\eta } )={\frac {-1}{4\pi \|\mathbf {x} -\mathbf {\eta } \|}}.}
グリーンの第三恒等式は、ψ が U 上で二階連続的微分可能な函数である場合に、次式で与えられる：
{\displaystyle \int _{U}\left[G(\mathbf {y} ,\mathbf {\eta } )\Delta \psi (\mathbf {y} )\right]\,dV_{\mathbf {y} }-\psi (\mathbf {\eta } )=\oint _{\partial U}\left[G(\mathbf {y} ,\mathbf {\eta } ){\partial \psi  \over \partial \mathbf {n} }(\mathbf {y} )-\psi (\mathbf {y} ){\partial G(\mathbf {y} ,\mathbf {\eta } ) \over \partial \mathbf {n} }\right]\,dS_{\mathbf {y} }.}
ψ それ自身が調和函数、すなわちラプラス方程式の解であるなら、∇2ψ = 0 よりこの式は次のように簡易化される：
{\displaystyle \psi (\mathbf {\eta } )=\oint _{\partial U}\left[\psi (\mathbf {y} ){\frac {\partial G(\mathbf {y} ,\mathbf {\eta } )}{\partial \mathbf {n} }}-G(\mathbf {y} ,\mathbf {\eta } ){\frac {\partial \psi }{\partial \mathbf {n} }}(\mathbf {y} )\right]\,dS_{\mathbf {y} }.}
この積分の中の第二項は、問題が適切であるような領域 U の境界に対するグリーン函数として G が選ばれる（ディリクレ境界条件）とき、消える。すなわち
{\displaystyle \psi (\mathbf {\eta } )=\oint _{\partial U}\psi (\mathbf {y} ){\frac {\partial G(\mathbf {y} ,\mathbf {\eta } )}{\partial \mathbf {n} }}\,dS_{\mathbf {y} }}
となる。この形式はディリクレ境界条件の問題に対する解を構成する際に用いられる。ノイマン境界条件の問題に対する解を見つけるためには、境界上で法線微分が消失するようなグリーン函数を代わりに用いればよい。
さらに上述の恒等式は、 ψ がヘルムホルツ方程式あるいは波動方程式の解で、G が適切なグリーン函数の解である場合にも適用される。そのような文脈において、この恒等式はホイヘンス＝フレネルの原理の数学的表現となる。

## 多様体上での恒等式
グリーンの恒等式はリーマン多様体上で成立する。この場合、初めの二つの恒等式は次のようになる。
{\displaystyle {\begin{aligned}\int _{M}u\Delta v\,dV+\int _{M}\langle \operatorname {grad} \ u,\operatorname {grad} \ v\rangle \,dV&=\int _{\partial M}uNvd{\widetilde {V}}\\\int _{M}\left(u\Delta v-v\Delta u\right)\,dV&=\int _{\partial M}(uNv-vNu)d{\widetilde {V}}.\end{aligned}}}
ここで u と v は M 上の滑らかな実数値函数、dV は計量と両立する体積形式、{\displaystyle d{\widetilde {V}}} は M の境界上で誘起された体積形式、N は境界上での向き付けられた単位法ベクトル場、∇2u = div(grad u) はラプラシアンである。

## グリーンのベクトル恒等式
グリーンの第二恒等式は、二つのスカラー函数の二階微分と一階微分（の発散）との関係を表すものである。微分形式では、
{\displaystyle p_{m}\Delta q_{m}-q_{m}\Delta p_{m}=\nabla \cdot \left(p_{m}\nabla q_{m}-q_{m}\nabla p_{m}\right)}
となる。ここで pm と qm は二つの任意の二階連続的微分可能なスカラー場である。この恒等式は、質量やエネルギーのようなスカラー場に対して連続の方程式が成立する担保となるため、物理学において非常に重要なものとなっている。グリーンの第二恒等式はベクトル解析においてよく示されているが、多くの教科書ではスカラーの場合のみが扱われている。専門書においても、ベクトルの場合を見つけるのは容易ではない。ベクトル回折理論において、そのようなグリーンの第二恒等式の二つの場合が導入されている。一方は、クロス積の発散によるもので、場における回転と回転に関する関係を表している：
{\displaystyle \mathbf {P} \cdot \left(\nabla \times \nabla \times \mathbf {Q} \right)-\mathbf {Q} \cdot \left(\nabla \times \nabla \times \mathbf {P} \right)=\nabla \cdot \left(\mathbf {Q} \times \nabla \times \mathbf {P} -\mathbf {P} \times \nabla \times \mathbf {Q} \right).}
この方程式はラプラシアンを使って次のように書くことが出来る：
{\displaystyle \mathbf {P} \cdot \Delta \mathbf {Q} -\mathbf {Q} \cdot \Delta \mathbf {P} +\mathbf {Q} \cdot \left[\nabla \left(\nabla \cdot \mathbf {P} \right)\right]-\mathbf {P} \cdot \left[\nabla \left(\nabla \cdot \mathbf {Q} \right)\right]=\nabla \cdot \left(\mathbf {P} \times \nabla \times \mathbf {Q} -\mathbf {Q} \times \nabla \times \mathbf {P} \right).}
しかし、項
{\displaystyle \mathbf {Q} \cdot \left[\nabla \left(\nabla \cdot \mathbf {P} \right)\right]-\mathbf {P} \cdot \left[\nabla \left(\nabla \cdot \mathbf {Q} \right)\right],}
は発散によって書くことは出来ない。もう一方の場合は、二重ベクトルを導入する手法で、二価グリーン函数が必要となる。ここで示すものはそれらの問題を避けるものである。
グリーンの第二恒等式におけるスカラー場は、ベクトル場のデカルト成分であると考える。すなわち
{\displaystyle \mathbf {P} =\sum _{m}p_{m}{\hat {\mathbf {e} }}_{m},\qquad \mathbf {Q} =\sum _{m}q_{m}{\hat {\mathbf {e} }}_{m}}
とする。各成分に対する方程式を足し上げることで、次が得られる。
{\displaystyle \sum _{m}\left[p_{m}\Delta q_{m}-q_{m}\Delta p_{m}\right]=\sum _{m}\nabla \cdot \left(p_{m}\nabla q_{m}-q_{m}\nabla p_{m}\right).}
この左辺は、ドット積の定義により、次のようなベクトル形式で書くことが出来る。
{\displaystyle \sum _{m}\left[p_{m}\Delta q_{m}-q_{m}\Delta p_{m}\right]=\mathbf {P} \cdot \Delta \mathbf {Q} -\mathbf {Q} \cdot \Delta \mathbf {P} .}
右辺は、ベクトル作用素によって表現するにはやや複雑なものとなっている。発散作用素の加法についての分配性より、発散の和は和の発散に等しい。すなわち、
{\displaystyle \sum _{m}\nabla \cdot \left(p_{m}\nabla q_{m}-q_{m}\nabla p_{m}\right)=\nabla \cdot \left(\sum _{m}p_{m}\nabla q_{m}-\sum _{m}q_{m}\nabla p_{m}\right)}
である。ドット積の勾配に対する次のベクトル恒等式を考える。
{\displaystyle \nabla \left(\mathbf {P} \cdot \mathbf {Q} \right)=\left(\mathbf {P} \cdot \nabla \right)\mathbf {Q} +\left(\mathbf {Q} \cdot \nabla \right)\mathbf {P} +\mathbf {P} \times \nabla \times \mathbf {Q} +\mathbf {Q} \times \nabla \times \mathbf {P} ,}
これは、ベクトル成分について書くと次のようになる。
{\displaystyle \nabla \left(\mathbf {P} \cdot \mathbf {Q} \right)=\nabla \sum _{m}p_{m}q_{m}=\sum _{m}p_{m}\nabla q_{m}+\sum _{m}q_{m}\nabla p_{m}.}
この結果は、負の符号を除いて、ベクトル形式で表すことを所望していたものと似たものである。各項の微分作用素は、あるベクトル（{\displaystyle p_{m}}）あるいはもう一方（{\displaystyle q_{m}}）のいずれかに対して作用するため、各項は次のように表される：
{\displaystyle \sum _{m}p_{m}\nabla q_{m}=\left(\mathbf {P} \cdot \nabla \right)\mathbf {Q} +\mathbf {P} \times \nabla \times \mathbf {Q} ,}
{\displaystyle \sum _{m}q_{m}\nabla p_{m}=\left(\mathbf {Q} \cdot \nabla \right)\mathbf {P} +\mathbf {Q} \times \nabla \times \mathbf {P} .}
これらの結果は、ベクトル成分の評価を介して厳密に証明することも出来る。以上より、右辺は次のようなベクトル形式で表される。
{\displaystyle \sum _{m}p_{m}\nabla q_{m}-\sum _{m}q_{m}\nabla p_{m}=\left(\mathbf {P} \cdot \nabla \right)\mathbf {Q} +\mathbf {P} \times \nabla \times \mathbf {Q} -\left(\mathbf {Q} \cdot \nabla \right)\mathbf {P} -\mathbf {Q} \times \nabla \times \mathbf {P} .}
これら二つの結果を合わせることで、スカラー場に対するグリーンの定理と同様の結果が得られる：
ベクトル場に対する定理
{\displaystyle \color {OliveGreen}\mathbf {P} \cdot \Delta \mathbf {Q} -\mathbf {Q} \cdot \Delta \mathbf {P} =\nabla \cdot \left[\left(\mathbf {P} \cdot \nabla \right)\mathbf {Q} +\mathbf {P} \times \nabla \times \mathbf {Q} -\left(\mathbf {Q} \cdot \nabla \right)\mathbf {P} -\mathbf {Q} \times \nabla \times \mathbf {P} \right].}
クロス積の回転は次のように書くことが出来る。
{\displaystyle \nabla \times \left(\mathbf {P} \times \mathbf {Q} \right)=\left(\mathbf {Q} \cdot \nabla \right)\mathbf {P} -\left(\mathbf {P} \cdot \nabla \right)\mathbf {Q} +\mathbf {P} \left(\nabla \cdot \mathbf {Q} \right)-\mathbf {Q} \left(\nabla \cdot \mathbf {P} \right);}
グリーンのベクトル恒等式は、次のように書くことが出来る：
{\displaystyle \mathbf {P} \cdot \Delta \mathbf {Q} -\mathbf {Q} \cdot \Delta \mathbf {P} =\nabla \cdot \left[\mathbf {P} \left(\nabla \cdot \mathbf {Q} \right)-\mathbf {Q} \left(\nabla \cdot \mathbf {P} \right)-\nabla \times \left(\mathbf {P} \times \mathbf {Q} \right)+\mathbf {P} \times \nabla \times \mathbf {Q} -\mathbf {Q} \times \nabla \times \mathbf {P} \right].}
回転の発散はゼロであるため、この第三項は消去され、次が得られる：
グリーンのベクトル恒等式
{\displaystyle \color {OliveGreen}\mathbf {P} \cdot \Delta \mathbf {Q} -\mathbf {Q} \cdot \Delta \mathbf {P} =\nabla \cdot \left[\mathbf {P} \left(\nabla \cdot \mathbf {Q} \right)-\mathbf {Q} \left(\nabla \cdot \mathbf {P} \right)+\mathbf {P} \times \nabla \times \mathbf {Q} -\mathbf {Q} \times \nabla \times \mathbf {P} \right].}
同様の手順で、ドット積のラプラシアンはラプラシアンに関して次のように表すことが出来る：
{\displaystyle \Delta \left(\mathbf {P} \cdot \mathbf {Q} \right)=\mathbf {P} \cdot \Delta \mathbf {Q} -\mathbf {Q} \cdot \Delta \mathbf {P} +2\nabla \cdot \left[\left(\mathbf {Q} \cdot \nabla \right)\mathbf {P} +\mathbf {Q} \times \nabla \times \mathbf {P} \right].}
この系として、整理されていない項はベクトルグリーン函数との比較によって発散に関して書くことが出来る：
{\displaystyle \mathbf {P} \cdot \left[\nabla \left(\nabla \cdot \mathbf {Q} \right)\right]-\mathbf {Q} \cdot \left[\nabla \left(\nabla \cdot \mathbf {P} \right)\right]=\nabla \cdot \left[\mathbf {P} \left(\nabla \cdot \mathbf {Q} \right)-\mathbf {Q} \left(\nabla \cdot \mathbf {P} \right)\right].}
この結果は、右辺のベクトルのスカラー倍の発散を拡張することで確かめることが出来る。